# Episodi di Smallville (sesta stagione)
La sesta stagione della serie televisiva Smallville è andata in onda sul canale statunitense The CW dal 28 settembre 2006 al 17 maggio 2007. In Italia è stata trasmessa in prima assoluta sul canale a pagamento Mediaset Premium dal 6 settembre 2007 al 15 novembre 2007.
Alla fine di questa stagione Annette O'Toole lascia il cast principale della serie.
Gli antagonisti principali sono Lex Luthor e Bizzarro.
| nº | Titolo originale | Titolo italiano         | Prima TV USA      | Prima TV Italia   |
| -- | ---------------- | ----------------------- | ----------------- | ----------------- |
| 1  | Zod              | Zod                     | 28 settembre 2006 | 6 settembre 2007  |
| 2  | Sneeze           | Per un soffio           | 5 ottobre 2006    | 6 settembre 2007  |
| 3  | Wither           | Rampicante              | 12 ottobre 2006   | 13 settembre 2007 |
| 4  | Arrow            | Freccia Verde           | 19 ottobre 2006   | 13 settembre 2007 |
| 5  | Reunion          | Fantasmi del passato    | 26 ottobre 2006   | 20 settembre 2007 |
| 6  | Fallout          | Destino                 | 2 novembre 2006   | 20 settembre 2007 |
| 7  | Rage             | Rabbia                  | 9 novembre 2006   | 27 settembre 2007 |
| 8  | Static           | Frequenze               | 16 novembre 2006  | 27 settembre 2007 |
| 9  | Subterranean     | La storia di Javier     | 7 dicembre 2006   | 4 ottobre 2007    |
| 10 | Hydro            | Il potere dell'acqua    | 11 gennaio 2007   | 4 ottobre 2007    |
| 11 | Justice          | La lega della giustizia | 18 gennaio 2007   | 11 ottobre 2007   |
| 12 | Labyrinth        | Labirinti della mente   | 25 gennaio 2007   | 11 ottobre 2007   |
| 13 | Crimson          | Il rossetto             | 1º febbraio 2007  | 18 ottobre 2007   |
| 14 | Trespass         | Sotto i riflettori      | 8 febbraio 2007   | 18 ottobre 2007   |
| 15 | Freak            | Bomba a orologeria      | 15 febbraio 2007  | 25 ottobre 2007   |
| 16 | Promise          | La promessa             | 15 marzo 2007     | 25 ottobre 2007   |
| 17 | Combat           | Combattimento           | 22 marzo 2007     | 1º novembre 2007  |
| 18 | Progeny          | Controllo telepatico    | 19 aprile 2007    | 1º novembre 2007  |
| 19 | Nemesis          | Segreti nel sottosuolo  | 26 aprile 2007    | 8 novembre 2007   |
| 20 | Noir             | Noir                    | 3 maggio 2007     | 8 novembre 2007   |
| 21 | Prototype        | Progetto Ares           | 10 maggio 2007    | 15 novembre 2007  |
| 22 | Phantom          | Bizzarro                | 17 maggio 2007    | 15 novembre 2007  |

## Zod
- Titolo originale: Zod
- Diretto da: James Marshall
- Scritto da: Steven S. DeKnight

### Trama
Clark vaga per la Dimensione Fantasma, dove può essere ferito; viene quindi attaccato da strani esseri messi in fuga da una ragazza con un particolare cristallo. Sulla Terra Zod ha scatenato il caos ma Lionel, in accordo con Chloe, decide di recuperare il pugnale di Jor-El. La ragazza che ha salvato Clark, Raya, dice di conoscere Jor-El e gli mostra il cristallo con cui ha cacciato gli esseri, che presenta il simbolo kryptoniano di speranza. Martha e Lois sono sopravvissute e l'aereo è caduto vicino alla Fortezza: lì Jor-El spiega alla donna cosa è successo a Clark e la incarica di uccidere Zod (sempre nel corpo di Lex) col pugnale, per poi riportare le due a Smallville, ringraziando Martha per la madre che è stata per suo figlio. Raya spiega a Clark di essere stata assistente di Jor-El nonché gli ultimi momenti di Krypton, durante i quali ella venne rinchiusa da lui per farla sopravvivere mentre lui e Lara restarono fino all'ultimo sul pianeta per tentare di salvarlo. Chloe trova al Daily Planet un ragazzo che conosce, la sua "prima volta", Jimmy Olsen. Zod ferma il virus digitale di Fine e dice a Lana di voler prendere qualcosa al Pentagono per ricreare Krypton sulla Terra. Clark e Raya vengono attaccati dai due kryptoniani sbarcati sulla Terra, ma la ragazza li ferma dicendo che Clark può farli fuggire. Martha e Lionel recuperano il pugnale alla fattoria; Lana li raggiunge e si assume il compito di uccidere Zod. Lana tenta di ucciderlo ma Zod distrugge il pugnale e aziona i satelliti in modo da modificare la conformazione del pianeta. Clark, grazie al sacrificio di Raya, riesce a fuggire dalla Dimensione Fantasma attraverso il portale progettato per gli El, ma insieme a lui fuggono anche alcuni detenuti. Clark salva Martha e Lionel e si dirige da Zod prima che uccida Lana e danneggiando il congegno che aziona i satelliti, fermando il suo piano. I due combattono e Clark viene facilmente sopraffatto, ma con l'inganno lo rispedisce nella Dimensione Fantasma grazie al cristallo di Raya. Clark spiega a Martha che la Fortezza, dove ha portato il cristallo, è morta. Infine Lionel traduce i simboli e Lex trova un frammento della navicella.
- Altri interpreti: Terence Stamp (voce originale di Jor-El), Aaron Ashmore (Jimmy Olsen), Leonard Roberts (Nam-Ek), Pascale Hutton (Raya)
- Nota. La scena in cui Clark si inginocchia di fronte a Zod, imbrogliandolo e usando il cristallo per rimandarlo nella Dimensione Fantasma, ricorda una scena di Superman II in cui l'uomo d'acciaio finge di sottomettersi, inginocchiandoglisi davanti, a Zod ma stritolandogli invece la mano poiché era riuscito a ingannarlo e a privarlo dei superpoteri, riacquistando i suoi.

## Per un soffio
- Titolo originale: Sneeze
- Diretto da: Paul Shapiro
- Scritto da: Todd Slavkin e Darren Swimmer

### Trama
Clark, con uno starnuto, scardina la porta del fienile, che cade vicino a Lois; il ragazzo sembra presentare i sintomi del raffreddore mentre la ragazza decide di indagare. Lana va a vivere con Lex, che negli ultimi tempi viene pedinato. Dopo essersi confrontato con Lionel, Lex viene rapito da alcuni uomini interessati ai poteri che aveva quando Zod era in lui e il padre chiede aiuto a Clark. Lana, dopo una visita di Clark, scopre che Lex ha delle telecamere in tutta la casa e che aveva assunto un investigatore privato perché pedinato. Lex confessa ai rapitori che la LuthorCorp sta realizzando un siero che aumenta la forza fisica e dice loro dove trovarlo. Lionel incontra Oliver Queen, un giovane imprenditore ex compagno di studi di Lex che crede coinvolto nel rapimento. Lana, alla ricerca di Lex, viene sequestrata anche lei, ma i due riescono a cavarsela e Clark, usando il super soffio, li aiuta. Lois pubblica un articolo sull'Inquisitor. Infine uno dei rapitori ritorna da Oliver, che gli ordina di trovare l'altro individuo dotato di poteri presente nel laboratorio di cui l'uomo gli parla; il giovane, inoltre, sembra essere uno straordinario arciere. 
- Altri interpreti: Justin Hartley (Oliver Queen/Freccia Verde), Brendan Penny (Wagner), Emy Aneke (Robert Pontius), Lochlyn Munro (Orlando Block), Jayme Desjardins (non accreditato) (Giornalista).

## Rampicante
- Titolo originale: Wither
- Diretto da: Whitney Ransick
- Scritto da: Holly Harold

### Trama
Chloe e Jimmy, ancora intimi, trovano il cadavere di una ragazza in un bosco vicino ad una radura frequentata dalle coppie e assieme a Clark cominciano ad indagare. Lex e Lana hanno i primi problemi di coppia, legati soprattutto al trattamento riservato alla ragazza dai media. Clark ritrova il fidanzato della ragazza ma alcune frasche lo feriscono; indagando, il giovane Kent arriva alla serra di Lex e i due litigano. Lana chiede un consiglio a Chloe sulla sua relazione. Gloria, una guardia forestale incontrata da Clark, sembra riuscire a controllare la vegetazione e attacca Jimmy. Lois va a scusarsi con Oliver dopo il loro primo incontro e il magnate la invita al ballo in maschera di Lex. Chloe e Clark scoprono che le piante che hanno attaccato Jimmy non sono terrestri e il giovane Kent va da Gloria: scopre allora che la ragazza è fuggita dalla Dimensione Fantasma, ma non riesce a fermarla. Chloe salva Clark e Jimmy e rivela all'amico la debolezza delle piante: lui si reca alla serra di Lex e riesce a fermare Gloria. Oliver, facendo una scommessa con Lois, dimostra ancora una volta la sua abilità con l'arco mentre Lana e Lex, dopo essersi riappacificati, fanno l'amore.
- Altri interpreti: Aaron Ashmore (Jimmy Olsen), Justin Hartley (Oliver Queen/Freccia Verde), Amber McDonald (Gloria), Chelsea Florko (Jenny), Darren E. Scott (Dottore), Jake LeDoux (Paul Bennett), Carrie Fleming (Backy), Danielle Kremeniuk (EMT numero 1), Randal Edwards (EMT numero 2), Aaron Grain (Tarzan), Anna Williams (Monica), Monica Mustelier (Infermiera), Cameron Park (Fotografo), Drew Scott (non accreditato) (Danny), The All-American Rejects (non accreditati).
- Musiche: It Ends Tonight (The All-American Rejects); Ache (James Carrington).

## Freccia Verde
- Titolo originale: Arrow
- Diretto da: Michael Rohl
- Scritto da: Kelly Souders e Brian Peterson

### Trama
Ad una festa in onore di Martha un uomo mascherato le ruba la preziosa collana prestatale da Lionel, ma Lois riesce a prendergli un anello. Clark conosce Oliver per recuperare la collana di Martha. Lex sta conducendo delle ricerche sul frammento di astronave usato da Zod. Il misterioso ladro-arciere recupera il suo anello addormentando Lois e Chloe. Lionel mette in guardia Lana sulla pericolosità delle ricerche di Lex. Clark, grazie ad una dritta di Lionel, riesce ad intercettare Freccia Verde, il ladro, ma questi riesce a fuggire. Lois viene rapita e Oliver, in risposta alle illazioni di Clark su Freccia Verde, gli rivela che tutti i cimeli che il bandito ha rubato erano stati acquistati illegalmente. Clark, vedendo l'araldo presente sull'anello rubato a Freccia Verde, capisce che la vera identità del bandito è Oliver. Freccia Verde salva poi Lois dai suoi rapitori: la ragazza lo attacca, ma Clark fa in modo che il bandito possa fuggire, per poi raggiungerlo e rivelargli di conoscere la sua vera identità e dicendogli di restituire a Lionel la sua collana. Oliver restituisce alcuni manufatti ai musei e Clark chiede a Chloe di smetterla di indagare su Freccia Verde. Infine Oliver incontra Clark, che a conoscenza dei suoi poteri gli propone di unirsi a lui per aiutare gli indifesi. 
- Altri interpreti: Justin Hartley (Oliver Queen/Freccia Verde), French Tickner (Simon Westcott), Samantha Zaharia (Candice Westcott), David McIlwraith (Milo), Bill Mondy (Dr. Edward Groll), Jay Hindle (non accreditato) (Sig. Queen).
- Musiche: It Ends Tonight (The All-American Rejects); Ache (James Carrington); Golberg Variations: Var.21-Canone alla settima(J.S.Bach).
- Nota. In una scena Chloe soprannomina Clark "uomo d'acciaio", uno degli epiteti più famosi di Superman.

## Fantasmi del passato
- Titolo originale: Reunion
- Diretto da: Jeannot Szwarc
- Scritto da: Steven S. DeKnight

### Trama
Lex e Oliver partecipano alla riunione della loro classe quando frequentavano il prestigioso istituto Excelsior, ma durante la festa uno dei loro amici viene ucciso. L'episodio riporta alla mente di Lex le difficoltà che ha vissuto nella scuola e del suo unico amico nell'istituto, Duncan. Clark scopre che assieme a lui sono evasi dalla Dimensione Fantasma anche alcuni prigionieri, che Chloe ribattezza zoners, e decide di chiedere aiuto a Oliver per trovarli. Un altro amico di Oliver viene ucciso e questi, in cambio delle immagini del suo satellite, chiede a Clark di aiutarlo a incastrare Lex per l'omicidio dei due amici. Lana viene ferita in casa di Lex ma Lois dice a Clark che il bersaglio potrebbe essere stato in realtà il magnate. Clark ipotizza che sia Duncan il responsabile, ma Oliver gli dice che il ragazzo venne investito a causa sua e di Lex e che Lionel insabbiò tutto; il magnate confessa di averlo salvato grazie a una cura alla kryptonite. Duncan, che ha ottenuto la capacità di compiere viaggi astrali, attacca Lex e Oliver, ma Clark li salva e questi muore. Grazie alle foto di Oliver, Clark riconosce in un cratere Raya. 
- Altri interpreti: Justin Hartley (Oliver Queen/Freccia Verde), Rekha Sharma (Dr. Harden), Bryce Hodgson (Duncan Allenmeyer), Sebastian Gacki (Alden), Clifton MaCabe Murray (Geoffrey), Ryan Overton (Oliver Queen adolescente), Lucas Grabeel (Lex Luthor adolescente), Devin Douglas Drewitz (Alden adolescente), Reece Thompson (Geoffrey adolescente), Diego Bedoya (Autista limousine), Alison Araya (Infermiera di Duncan).
- Musiche: It's Not Over (Daughtry).

## Destino
- Titolo originale: Fallout
- Diretto da: Glen Winter
- Scritto da: Holly Harold

### Trama
Uno degli zoner entra nel corpo di un ragazzo donandogli alcuni poteri e mettendosi alla ricerca di Clark. Il dottor Groll, responsabile degli esperimenti della LuthorCorp, si incontra con Lana per dirle di allontanarsi da Lex e Jimmy li fotografa. Clark e Chloe scoprono i movimenti dello zoner quando Raya arriva alla fattoria. Jimmy mostra le sue foto a Chloe mentre lo zoner arriva al Daily Planet per scovare Clark, riuscendoci. Jimmy porta le foto a Lex, che lo caccia via minacciandolo, ma il fotografo riesce a immortalare i progetti della chiave dell'astronave di Zod. Raya parla a Clark di Jor-El, descrivendolo come la persona più nobile che abbia mai conosciuto e che mandò Clark sulla Terra per salvarla dall'estinzione. Clark è confuso e Raya gli spiega che la civiltà umana si autodistruggerà come Krypton senza il suo aiuto. Clark si rende così conto che il destino di cui Jor-El gli ha sempre parlato era proprio questo: salvare la Terra. Lo zoner, Baern, arriva alla fattoria, ma Raya lo mette in fuga. Jimmy mostra a Chloe i progetti della chiave e Raya e Clark li interpretano. Baern arriva da Lex e dopo aver assorbito l'energia del frammento di Zod l'oggetto va in cenere. Raya riesce a chiamare Baern alla Fortezza: Clark rimanda lo zoner nella Dimensione Fantasma grazie al cristallo di Jor-El, ma Raya muore nello scontro. Clark decide di farsi addestrare da Jor-El e di abbracciare il suo destino, ma non prima di aver rinchiuso o annientato tutti gli zoners e la Fortezza sembra riattivarsi.
- Altri interpreti: Aaron Ashmore (Jimmy Olsen), Brandon Jay McLaren (Yance), Pascale Hutton (Raya), Bow Wow (Baern/Lamar Johnson), Bill Mondy (Dr. Edward Groll), Julian Christopher (Dr. MacIntyre).
- Musiche: Fresh Azimiz (Bow Wow).
- Nota. Raya, leggendo i simboli, dice di riconoscerli come quelli di attivazione dell'intelligenza artificiale kryptoniana detta "Brainiac", nome di uno degli acerrimi nemici di Superman.

## Rabbia
- Titolo originale: Rage
- Diretto da: Whitney Ransick
- Scritto da: Todd Slavkin e Darren Swimmer

### Trama
Oliver, nei panni di Freccia Verde, sventa una rapina ma viene gravemente ferito. Clark gli fa visita: Oliver non presenta ferite ma caccia l'amico in malo modo; questi, usando la vista a raggi x, lo vede iniettarsi un siero, che ripara le ferite subite. Clark allora avverte Lois di una possibile tossicodipendenza di Oliver; questi viene messo in guardia sugli effetti collaterali della sostanza (scatti di rabbia e perdita di lucidità) dalla dottoressa che l'ha creata, ma non la ascolta. Clark parla a Chloe della questione; Lana, facendo anche lei visita all'amica, ha un mancamento ma le chiede di non dire niente a nessuno. Lois trova Freccia Verde nell'ufficio di Oliver e lo attacca, ma il vigilante reagisce ferendola e scappa. Oliver ritrova il bandito che lo aveva ferito e scopre che anche lui si serve del siero. La dottoressa a capo del progetto decide di distruggere la sostanza nonostante le richieste di Lex e Clark e Chloe la trovano morta. Oliver, dopo essere stato fermato da Clark un attimo prima di uccidere Lex, decide di rinunciare per sempre al siero. Lana confessa a Chloe di essere incinta. 
- Altri interpreti: Justin Hartley (Oliver Queen/Freccia Verde), Carrie Genzel (Dr. Pamela Black), Brandon Blue (Pierced Punk), Fred Henderson (Dr. Langston), Brad Turner (Ten. Bledsoe), Holly Hougham (Donna vittima), James Michalopolous (Detenuto), Darren E. Scott (non accreditato) (Guardia di sicurezza).
- Musiche: Cain and Abel (Josh Kelley).

## Frequenze
- Titolo originale: Static
- Diretto da: James Conway
- Scritto da: Shintaro Shimosawa e James Morris

### Trama
Lex, colpito da uno strano fenomeno, scompare mentre Chloe e Clark rintracciano un altro zoner. Lex scopre che il fenomeno è causato dal potere di un uomo fuggito dal 33.1, Bronson, capace di muoversi e trasportare oggetti e persone in altre radiofrequenze; questi, successivamente, contatta Lana e le rivela tutto. Lana, Jimmy e Chloe scoprono cosa è successo a Lex mentre Clark trova lo zoner ma scopre che il cristallo di Jor-El su di lui non ha effetto perché possiede ancora il suo corpo fisico. Lana confessa a Lex la sua gravidanza e Bronson la porta nella sua stessa frequenza. Clark combatte con lo zoner, il quale dispone però di una forza molto superiore alla sua ed è sul punto di ucciderlo, ma il kryptoniano viene salvato da un uomo misterioso che uccide lo zoner e subito dopo fugge volando. Lionel confessa a Lex, salvato da Jimmy e Chloe, di aver spostato il 33.1 e di voler diventare suo socio, mentre Clark parla a Chloe dell'uomo che lo ha aiutato. Lex infine chiede a Lana di sposarlo.
- Altri interpreti: Aaron Ashmore (Jimmy Olsen), Elias Toufexis (Bronson), Dave Bautista (Aldar), Sean Millington (Guardia di sicurezza Luthor numero 1), Mike Dopud (George, guardia di sicurezza), Carmen Moore (Guida Coroner di Seattle), Dean Marshall (Ufficiale di polizia di Seattle), Christian Vincent (Guardia di sicurezza Luthor numero 2), Phil Morris (John Jones/Martian Manhunter).
- Nota. Il look di Bronson è ispirato al protagonista del film Un giorno di ordinaria follia.

## La storia di Javier
- Titolo originale: Subterranean
- Diretto da: Rick Rosenthal
- Scritto da: Caroline Dries

### Trama
Javier, un giovane clandestino messicano, riesce a fuggire dalla fattoria dove veniva costretto a lavorare mentre il suo amico Francisco, durante la fuga, viene letteralmente inghiottito dalla terra. Javier viene trovato da Clark e questi, fattosi raccontare la sua storia, decide di aiutarlo, recandosi a parlare agli altri lavoratori della fattoria McNally. Martha scopre Javier e vorrebbe chiamare l'ufficio immigrazione, ma Clark le chiede un giorno di tempo per risolvere tutto: scopre così, grazie ad uno dei braccianti, i corpi sotterrati di coloro che avevano tentato la fuga. Clark chiede aiuto a Chloe e scoprono il coinvolgimento della LuthorCorp nella fattoria McNally, mentre Javier scappa per cercare Francisco. Il cimitero alla fattoria McNally viene scoperto e l'uomo arrestato, ma questi riesce a scappare sottoterra grazie ai suoi poteri. Clark ritrova Javier mentre Jimmy e Chloe trovano Esperanza, la madre del ragazzo. McNally attacca Javier e Clark ma questi riesce a fermarlo, mentre Martha si impegna a far regolarizzare i due messicani. Lex infine fa internare McNally al 33.1. 
- Altri interpreti: Aaron Ashmore (Jimmy Olsen), Maria Dimou (Esperanza Ramirez), Brad Dryborough (Dr. Bauer), Zak Santiago (Deputato Morales), Tyler Posey (Javier Ramirez), John Novak (Jed McNally), Rafael Pellerin (Francisco), Franco Maravilla (Giovane lavoratore emigrante), Luis Javier (Anziano lavoratore emigrante), Dee Jay Jackson (Bill Ross), David Brooke (Deputato numero 1), Jason Coleman (Deputato numero 2), Phillip Mitchell (non accreditato) (Guardia).
- Musiche: Prelude 12/21 (AFI).

## Il potere dell'acqua
- Titolo originale: Hydro
- Diretto da: Tom Welling
- Scritto da: Kelly Souders e Brian Peterson

### Trama
Linda Lake, reporter del Daily Planet, viene attaccata dall'ultima vittima dei suoi reportage scandalistici ma grazie al potere di trasformarsi in acqua lo uccide. Lana confessa a Chloe i suoi dubbi sulla proposta di matrimonio di Lex dicendo che se si fosse proposto Clark avrebbe accettato subito; Linda, grazie al suo potere, origlia la conversazione e il giorno dopo la notizia compare sui giornali, e Clark decide di far desistere Lana dallo sposarsi. Lex e Clark si confrontano e il miliardario gli rivela la gravidanza di Lana per poi incaricare Linda di indagare su di lui e la ragazza. Lois scopre che Oliver ha un taglio nello stesso punto in cui è stato ferito Freccia Verde e chiede a Clark di aiutarla a smascherarlo. Linda, origliando una conversazione tra Clark e Chloe, scopre il segreto del giovane Kent. Clark e Oliver elaborano un piano con cui convincono Lois che il miliardario e Freccia Verde sono due persone diverse e lei convinta di baciare Oliver bacia invece Clark, travestito da Freccia Verde. Chloe mette in fuga Linda dopo che questa la attacca mentre Lana, dopo un confronto con Clark, sebbene riconosca di amare sia Lex che il giovane Kent accetta la proposta di matrimonio del miliardario. 
- Altri interpreti: Aaron Ashmore (Jimmy Olsen), Justin Hartley (Oliver Queen/Freccia Verde), Tori Spelling (Linda Lake), Shawn Reis (Mike Dawson), Maria Marlow (Decoratrice), Christian Vincent (Guardia di sicurezza Luthor).

## La lega della giustizia
- Titolo originale: Justice
- Diretto da: Steven S. DeKnight
- Scritto da: Steven S. DeKnight

### Trama
Chloe cerca di incriminare il Dr. Caselli, un collaboratore della LuthorCorp, ma egli le punta contro una pistola. Tuttavia, viene salvata da un uomo super veloce che si rivela essere Bart Allen. Clark è sospettoso e con Chloe comincia ad indagare, intanto Oliver e Lois decidono di prendersi una vacanza ma prima incontra Bart, infatti i due stanno lavorando insieme per distruggere tutte le basi del 33.1, ma durante una missione viene catturato da Lex. Clark scopre che Oliver e Bart lavorano insieme e con loro ci sono anche Victor Stone e Arthur Curry. Chloe scopre la base dove Lex tiene Bart e Clark decide di andarci per salvarlo, ma finisce in una stanza piena di kryptonite, nel frattempo Freccia verde, Cyborg e Aquaman vanno a salvare Clark e Impulse. Oliver salva Clark che in seguito salva Bart da una macchina che lo costringe a continuare a correre per non morire folgorato; intanto AC e Victor rubano le informazioni riguardo alle altre basi del 33.1 per poi far esplodere la base raggiunti dagli altri compagni. Oliver decide di lasciare Lois per tenerla al sicuro. Infine Oliver e la sua squadra partono per colpire le altre basi di Lex e Clark decide che dopo aver risolto il suo problema principale (catturare gli zoner evasi) si unirà alla squadra. Lex dice a Lionel che alcune guardie della base hanno fornito la descrizione di uno degli uomini di Freccia Verde che ricorda molto quella di Clark, ma questi copre il kryptoniano dicendo che era a cena con lui e Martha.
- Altri interpreti: Aaron Ashmore (Jimmy Olsen), Justin Hartley (Oliver Quen/Freccia Verde), Kyle Gallner (Bart Allen/Impulso), Lee Thompson Young (Victor Stone/Cyborg), Alan Ritchson (Arthur Curry/Aquaman), Michael Puttoman (Dr. Caselli), Essra Vischon (Guardia 33.1 numero 1), Ken Kirzinger (Guardia 33.1 numero 2).
- Musiche: High and Low (Greg Laswell).

## Labirinti della mente
- Titolo originale: Labyrinth
- Diretto da: Whitney Ransick
- Scritto da: Al Septein e Turi Meyer

### Trama
Clark viene attaccato nel fienile e al suo risveglio si trova in una clinica psichiatrica in cui tutti gli dicono che le storie sui suoi poteri e sui suoi nemici sono solo delle allucinazioni. Clark incontra un uomo che dice di credergli e di provenire da Marte; subito dopo il giovane Kent riesce ad evadere e tornare a casa, dove trova Lana. Corso alla tenuta Luthor, Clark trova Martha, che ora è sposata con Lionel e che lo costringe a fuggire di nuovo, venendo aiutato da Chloe. Clark va allora da Lex, convinto che ci sia lui dietro a tutto, ma scopre che nell'incidente sul ponte quando si conobbero il miliardario ha perso le gambe. Chloe viene uccisa e Clark ricondotto alla clinica. L'uomo che si dice un marziano dice a Clark che tutto quello che gli sta capitando è dovuto all'attacco, opera di uno zoner, al fienile e che per liberarsi deve uccidere il dottore che li ha in cura: Clark lo fa e l'uomo di Marte sigilla lo zoner. 
- Altri interpreti: Matthew Walker (Dr. Hudson), Phil Morris (J'onn J'onzz/Martian Manhunter), Malcolm Scott (Paziente numero 1), Graeme Duffy (Paziente numero 2), Dwayne Bryshun (Inserviente), Aleks Paunovic (Orderly), Shawn Stewart (Guardia di Sicurezza), Candus Churchill (Infermiera), Mike Dopud (George la guardia di sicurezza), Bud il cane (Shelby).
- Musiche: Yesterday (hefshill).

## Il rossetto
- Titolo originale: Crimson
- Diretto da: Glen Winter
- Scritto da: Brian Peterson e Kelly Souders

### Trama
Lois, il giorno di San Valentino, prova un rossetto alla kryptonite rossa, consigliatole come filtro d'amore, e perde la testa per Clark. Lana chiede a Chloe di farle da damigella mentre Clark le chiede aiuto per capire cosa stia succedendo a Lois, ma questa lo raggiunge al Daily Planet e, baciandolo, la kryptonite rossa fa effetto sul giovane Kent. Questi rivela a Lois che Oliver è Freccia Verde e decide di rivelarle il suo segreto per dimostrarsi migliore di lui: arrivato in volo all'ufficio di Freccia Verde, Clark trova l'invito alla festa di Lex e Lana e decide di parteciparvi. Jimmy, su richiesta di Chloe, si fa dare dalla ragazza che ha venduto a Lois il rossetto un filtro alla kryptonite verde per neutralizzarne gli effetti. Clark, alla festa di Lana e Lex, umilia Martha, Chloe e lo stesso magnate, per poi rivelare ai presenti la gravidanza della ragazza e andarsene trascinandola con sé. Jimmy fa rinsavire Lois mentre alla fattoria Clark e Lana si baciano; Lex sopraggiunge e questi arriva quasi al punto di ucciderlo, ma Martha lo ferma con un frammento di meteorite proprio mentre lui lo colpisce con una sbarra di ferro che però si piega non trafiggendolo. Lana recupera l'oggetto e lo ripone in camera sua riflettendo sulla vera natura di Clark, mentre Jimmy chiede a Chloe una pausa dato che pensa che la ragazza provi ancora qualcosa per il kriptoniano. 
- Altri interpreti: Aaron Ashmore (Jimmy Olsen), Simone Bailly (Star), Fred Henderson (Dr. Langston), Julie Brar (Ospite a cena numero 1), Noel Johansen (Ospite a cena numero 2), Judith Johnson Turner (Ospite a cena numero 3), Marshall Caplan (Ospite a cena numero 4), Allan Gray (Ospite a cena numero 5).

## Sotto i riflettori
- Titolo originale: Trespass
- Diretto da: Rick Rosenthal
- Scritto da: Tracy A. Bellomo

### Trama
Lana, alla tenuta Luthor, si accorge di essere spiata; si reca quindi da Chloe, e le mostra la foto della sbarra piegata da Clark inviatale dal maniaco. Chloe dice a Clark di chiedere a Jimmy informazioni sul paparazzo dal cui cellulare la foto è stata inviata, dicendogli inoltre che i due sono vicini a lasciarsi. Lana riceve un pacco dal maniaco mentre Jimmy e Clark, dopo essersi chiariti, collaborano per scoprire chi esso sia. Lana viene ospitata dai Kent ma il maniaco la contatta di nuovo e la ragazza ha un incidente domestico. Clark e Jimmy trovano il covo di Louie Esposito, il fotografo, che attacca Lana ma che viene fermato da Clark e ucciso da una guardia del corpo della ragazza. Questi infine rivela di essere lui l'uomo che la perseguita e di averlo fatto perché vuole salvarla da Lex; i due hanno poi uno scontro nel quale l'uomo muore e Lana viene salvata da Clark. Infine Jimmy e Chloe tornano insieme, Lana scopre che la sbarra di ferro è sparita mentre Lex invita Clark al matrimonio con Lana sapendo che soffrirà nel vederlo sposarla.
- Altri interpreti: Aaron Ashmore (Jimmy Olsen), Peter Flemming (Brady), Jordan Belfi (Mack), Fred Henderson (Dr. Langston), Michael Teigen (Louie Esposito), Shaker Paleja (Felix Cashew).
- Musiche: Roadside (Rise Against).

## Bomba a orologeria
- Titolo originale: Freak
- Diretto da: Michael Rosenbaum
- Scritto da: Todd Slavkin e Darren Swimmer

### Trama
Lana e Chloe festeggiano l'addio al nubilato della prima al bowling; il ragazzo che ci lavora le aiuta grazie al suo potere, ma un ragazzo cieco di nome Tobias lo identifica, grazie al suo potere, come un mutante da kryptonite e gli uomini che lo accompagnano rapiscono l'impiegato. Clark e Chloe lo ritrovano, ma questi non sembra ricordare niente; l'uomo che invece era con Tobias chiede a Lex di aiutare il ragazzo come pattuito, ma il miliardario si rifiuta. Clark e Chloe rintracciano Tobias, ma il ragazzo non collabora; il giovane Kent sente però poi Tobias informare un uomo che uno di loro due ha dei poteri. Clark riesce a prendere il computer del dottor Bethany, l'uomo che collabora con Tobias, ma Chloe viene rapita: Clark va da lui e il ragazzo gli dice che la reporter ha dei poteri. Chloe viene rilasciata e anche lei non si ricorda niente. Lana va da Tobias, dicendogli di smettere di usare il suo potere per mantenere il segreto di Clark, ma il ragazzo le dice che questi non è contaminato dai meteoriti. Chloe, Clark e Jimmy scoprono che Bethany sta dando la caccia ai mutanti e Clark, usando i raggi x, vede che Chloe ha un microchip nella spalla, per poi rimuoverlo su richiesta della ragazza. Bethany attacca Tobias e Lana ma Clark interviene e salva entrambi. Lex infine ordina agli uomini del 33.1 di tenere d'occhio Chloe.
- Altri interpreti: Aaron Ashmore (Jimmy Olsen), Greyston Holt (Tobias Rice), Adrian Hough (Dr. Robert Bethany), Anthony Shim (Daniel Kim), Robert Gauvin (Dottore), Scott E. Miller (Detective numero 1), Ian Carter (Detective numero 2).

## La promessa
- Titolo originale: Promise
- Diretto da: Rick Rosenthal
- Scritto da: Brian Peterson e Kelly Souders

### Trama
Chloe, durante i preparativi del matrimonio, rimane chiusa nella cantina della tenuta Luthor e Clark la libera. Clark va da Lana e la ragazza gli dice che non sposerà Lex e, dopo averlo baciato, gli dà appuntamento al fienile. Precedentemente a quella mattina, Lionel assicura a Lex la presenza di Lana all'altare; successivamente il giovane Luthor viene ricattato dal dottor Langston, medico di Lana, e colpendolo violentemente lo uccide. Chloe va da Lex e lo informa che Lana è sparita. La reclusione di Chloe nella cantina è un'idea di Lana, grazie alla quale questa scopre il segreto di Clark e i suoi veri sentimenti; Lionel tuttavia scopre le intenzioni di Lana e minaccia la morte di Clark nel caso in cui lasci Lex. Lana è quindi costretta a sposarsi e Clark assiste devastato alla cerimonia. I due si incontrano e Lana è costretta a dirgli che vuole stare con Lex, nonostante Clark dica di amarla ancora. Lionel va da Lex dicendo di aver nascosto meglio il cadavere di Langston e di sapere cosa ci sia dietro la gravidanza di Lana. Lex impaurito si dimostra pronto a concedergli qualsiasi cosa voglia, incluso il controllo della società per il suo silenzio, ma Lionel risponde che sarà lui a decidere come e quando riscuotere la ricompensa per il favore fattogli. 
- Altri interpreti: Sarah-Jane Redmond (Nell Potter), Aaron Ashmore (Jimmy Olsen), Fred Henderson (Dr. Langston), Keith Gordey (Prete).
- Musiche: You Could Be Happy (Snow Patrol); Heavenly Day (Patty Griffin); Toccata e fuga in Re minore (Johann Sebastian Bach)

## Combattimento
- Titolo originale: Combat
- Diretto da: James Marshall
- Scritto da: Turi Meyer e Al Septien

### Trama
Clark, da quando Lex e Lana si sono sposati, si dedica interamente alla sua missione e investigando con Chloe nel mondo dei fight club illegali trova un altro zoner, Titan. Lois trova il fight club ma viene rapita. Lana ha un malore e Lex, al suo risveglio in ospedale, le comunica che ha perso il bambino. Clark convince il padrone del fight club, impiegato del 33.1, a farlo partecipare e, nonostante inizialmente dovesse combattere contro Lois, sconfigge Titan, che rimane ucciso dalla sua stessa arma. Lana scopre la morte di Langston e, sentendosi in colpa per aver perso il bambino, vuole esaminare la sua cartella, che Lex distrugge. 
- Altri interpreti: Kane (Titan), Ashley Massaro (Athena), Judith Maxie (Dr. Allbright), Michael Eklund (Richter Maddox), Benjamin Ayres (Jason Bartlett), Scott Heindl (Guardia numero 1), Royston Innes (Guardia numero 2), Christopher Petry (Floor director), Aidan Pringle (Lottatore), Ildiko Ferenczi (non accreditata) (Ragazza del ring).
- Nota. Quando Clark decide di combattere, l'organizzatore degli incontri lo soprannomina Uomo d'acciaio, uno degli epiteti più famosi di Superman.

## Controllo telepatico
- Titolo originale: Progeny
- Diretto da: Terrence O'Hara
- Scritto da: Genevieve Sparling

### Trama
Lex viene mandato fuori strada e Chloe lo attacca rubandogli il cellulare; la ragazza tuttavia il giorno dopo ha un vuoto e ne parla con Clark. I due scoprono che è stata proprio Chloe a mandare fuori strada Lex e che la madre della ragazza, Moira, ha il potere di controllare gli altri mutanti, come ha fatto con la ragazza. Lex dice a Moira di riportarla da Chloe in cambio del suo aiuto: questa usa il suo potere su un uomo per uccidere Lex, ma Clark lo ferma alla tenuta Luthor. Moira controlla di nuovo Chloe ordinandole di lasciare Smallville, ma la ragazza viene rapita e portata dalla madre. Le due tentano di evadere e Clark salva Lex da Chloe appena in tempo. Moira, lontana dai farmaci di Lex, cade di nuovo in stato catatonico. Lex minaccia Chloe in modo che non pubblichi un articolo contro la LuthorCorp. Lana infine scopre la verità sulla sua gravidanza. 
- Altri interpreti: Lynda Carter (Moira Sullivan), Barclay Hope (Dottore), Juan Riedinger (Lowell Wilson), Roan Curtis (Chloe da bambina), Richard Stroh (Davidson), Hilary Strang (Infermiera), Damon Runyan (Jackson), Dexter Bell (Guardia 33.1), Michael Bean (Receptionist), Sean Tyson (Operaio della costruzione), Adam Bloch (Orderly).

## Segreti nel sottosuolo
- Titolo originale: Nemesis
- Diretto da: Mairzee Almas
- Scritto da: Kelly Souders e Brian Peterson

### Trama
Lionel viene ferito nell'esplosione di uno dei nuovi laboratori segreti sotterranei di Lex, che viene rapito dalla donna responsabile dell'incidente; il magnate chiede allora aiuto a Clark per salvare il figlio e fermare il suo nuovo progetto, "Ares". La donna intima a Lex di dirle dov'è suo marito, un sergente dell'esercito inserito nel nuovo progetto della LuthorCorp; Lex spiega che l'uomo è morto dopo un tentativo disperato di salvarlo da parte della LuthorCorp. La donna fa saltare il posto dove si trovano coinvolgendo anche Clark, giunto lì per salvare Lex ma impossibilitato a utilizzare i suoi poteri a causa della kryptonite che è presente ovunque nello stabile. Lionel confessa a Lana di averla costretta a sposare Lex per proteggere Clark. Questi rivela a Lex che Lana voleva lasciarlo il giorno delle nozze e gli chiede di dirgli come l'abbia costretta a sposarlo, ma lui non ne sa nulla e ne rimane molto turbato. I due hanno anche un confronto sulla loro amicizia, chiedendosi se lo siano mai stati. Ad un tratto, prima del crollo, Clark viene bloccato da dei detriti e Lex se ne va, abbandonandolo. Tuttavia, poco dopo, Lex torna con una sbarra di ferro con cui riesce a liberare Clark, per poi aiutarlo a raggiungere una delle uscite. I due, collaborando, riescono a fuggire appena prima dell'esplosione finale. Clark inizia a pensare che, forse, si sia arreso troppo presto con Lex perché quando lo ha salvato ha rivisto per un attimo l'amico di un tempo, ma Martha gli risponde che lui non perde mai la speranza con nessuno e che questa è sempre stata la sua più grande debolezza e allo stesso tempo la sua più grande forza. 
- Altri interpreti: Benjamin Ayres (Bartlett), Tahmoh Penikett (Wes Keenan), Emily Holmes (Jodi Keenan), Richard Keats (Dottore), Dean Redman (Capo dei Vigili del fuoco), Michelle Brezinski (Turista nel video), Jason McKinnon.

## Noir
- Titolo originale: Noir
- Diretto da: Jeannot Szwarc
- Scritto da: Kelly Souders e Brian Peterson

### Trama
Jimmy e Chloe trovano Lana nell'ascensore del Daily Planet in una pozza di sangue. Jimmy viene attaccato e sogna una versione dell'attentato a Lana ambientato nel 1940, dove Clark è un poliziotto e Lex sta con Lois. Una volta svegliatosi Jimmy e Chloe risolvono il caso, e la reporter scopre che Lana ha sposato Lex per poter spiare dall'interno tutte le sue manovre (tra cui il Progetto Ares) e proteggere Clark.
- Altri interpreti: Aaron Ashmore (Jimmy Olsen), Benjamin Ayres (Bartlett), Alan C. Peterson (Senatore Ed Burke), Richard Kahan (Brennan), Kelly-Ruth Mercier (Operatrice), Kasper Michaels (Poliziotto), Gardiner Millar (Bouncer), Mike Dopud (George la guardia di sicurezza).
- Musiche: Somebody else (Vanessa Rojo)

## Progetto Ares
- Titolo originale: Prototype
- Diretto da: Matt Beck
- Scritto da: Steven S. DeKnight

### Trama
Il Progetto Ares giunge a maturazione. Il senatore Burke, che segretamente collabora con Lex, lo informa che c'è una talpa nel progetto stesso e che intende sospendere le ricerche. Lois avvicina Burke ma l'uomo e la sua scorta vengono uccisi dall'uomo del progetto Ares, che lei identifica in Wes Keenan, un militare pluridecorato caduto durante una missione. Wes arriva alla fattoria e rapisce Lois dopo aver steso Clark. Clark e Chloe scoprono la storia di Wes e il giovane Kent chiede aiuto a Lana. Lois riesce a far rinsavire Wes ma gli uomini di Lex riescono a manipolarne di nuovo la mente; Clark infine lo ferma. Lionel propone a Martha di sostituire Burke a Washington. Wes era stato potenziato con i poteri combinati di diversi umani contaminati dalla kryptonite e mantenuti stabili nel suo corpo grazie al materiale genetico di Titan. Lex informa il dottore di essere già al lavoro per procurargli altro DNA alieno per poter creare un intero esercito. 
- Altri interpreti: Alan C. Peterson (Senatore Ed Burke), Tahmoh Penikett (Wes Keenan), Aaron Ashmore (Jimmy Olsen), Benjamin Ayres (Jason Bartlett), Gerard Plunkett (Dr. Donovan Jamison), Gino Cocomello (Cameriere).

## Bizzarro
- Titolo originale: Phantom
- Diretto da: James Marshall
- Scritto da: Todd Slavkin e Darren Swimmer

### Trama
L'uomo di Marte tenta di fermare l'ultimo zoner in Canada ma viene ferito; Lex e i suoi uomini tentano di imprigionare l'essere ma questi fugge. Lionel confessa a Lex di aver costretto Lana a sposarlo. Lex si dedica ancora più pesantemente alla ricerca dello zoner in modo da potenziare l'esercito formato col progetto Ares. Lana dice a Clark di voler lasciare Lex e andar via da Smallville e il ragazzo le rivela il suo segreto; la ragazza allora gli rivela il ricatto di Lionel e Clark attacca il miliardario, accusandolo di averlo manipolato, mentre lui risponde di aver ricattato Lana per scoprire come fermare l'ultimo zoner che suo figlio sta cercando. Clark non gli crede, ma viene fermato dal marziano che gli dice che Lionel è dalla loro parte nonché un emissario di Jor-El. Lana lascia Lex ma questi le dice che non la lascerà andare. Lionel e il marziano rivelano a Clark la verità. Tutta la conoscenza di Jor-El è stata trasferita in Lionel dopo che Lex venne posseduto da Zod mentre il marziano lavorava con lui catturando criminali alieni e per anni ha osservato a distanza Clark, intervenendo per aiutarlo solo se fosse stato inevitabile, poiché voleva che il figlio riuscisse a superare le prove da solo. Gli spiegano inoltre la natura dell'ultimo zoner (trovare un kriptoniano per prenderne il corpo) e Clark, malgrado gli avvertimenti, si mette alla sua ricerca. Lois, seguendo le ultime rivelazioni di Wes, giunge al laboratorio nella diga ma viene seriamente ferita. Lionel raggiunge Lana ma l'auto della ragazza salta in aria non appena vi entra. Lana muore; Lionel informa poi Clark, che si mette a cercare Lex per vendicarsi. Chloe arriva da Lois: la reporter riesce a curare la cugina con una sua lacrima, ma subito dopo sviene. Clark raggiunge Lex alla diga; l'ultimo zoner, grazie al DNA di Clark, assume il suo aspetto e i suoi poteri dopo averlo infettato, mentre Lex viene arrestato per l'omicidio di Lana. Lionel tenta di fermare lo zoner con la kryptonite, ma questa lo rende più forte. Lo scontro tra lui e Clark causa la distruzione della diga, Clark viene sbalzato via, mentre lo zoner vola via. 
- Altri interpreti: Phil Morris (Martian Manhunter/John Jones), Gerard Plunkett (Dr. Donovan Jamison), Benjamin Ayres (Jason Bartlett), Mylene Robic (Figlia canadese), John Hainsworth (Padre canadese), Quinn Lord (Phillipe Lamont), Heather Doerksen (Aiutante di Martha), Clint Carleton (Guardia di Sicurezza), Tyler McClendon (Deputato), Patrick Keating (Prete canadese).
- Nota. Non appena lo zoner assume l'aspetto di Clark dice di essere Clark stesso "solo un po' più Bizzarro", nome della copia imperfetta di Superman.